# Zac Poonen
Zac Poonen (* 5. listopadu 1939, Nové Dillí) je indický protestantský kazatel a publicista.
Původně byl profesionálním vojákem u námořnictva, od roku 1966 se věnuje duchovenské službě. Stal se vůdčí osobností denominace Christian Fellowship Church. Teologicky je ovlivněn tzv. hnutím svatosti (holiness movement).
Je autorem více než 30 knih v angličtině, z nichž některé byly přeloženy i do dalších jazyků (např. němčiny, norštiny či rumunštiny).